# Harbour-Gletscher (Wiencke-Insel)
Der Harbour-Gletscher ist ein 5 km langer und 2,5 km breiter Kargletscher im Nordwesten der Wiencke-Insel im westantarktischen Palmer-Archipel. Er fließt in nordwestlicher Richtung zur Lockley Bay, die er 1,5 km östlich des Noble Peak erreicht.
Entdeckt wurde er wahrscheinlich im Zuge der Belgica-Expedition (1897–1899) des belgischen Polarforschers Adrien de Gerlache de Gomery. Geodäten des Falkland Islands Dependencies Survey kartierten und benannten ihn 1944. Namensgebend ist seine geografische Nähe zum Port Lockroy (englisch port und harbour sind synonym und bedeuten übersetzt ‚Hafen‘).